# María la Balteira
María Pérez o María La Balteira (Armea, Coirós, siglo XIII — después de 1267), fue una soldadera (juglaresa) gallega del siglo XIII que gozó de una notable popularidad en la corte de Alfonso X el Sabio.

## Biografía y trayectoria
Pocos datos se conocen, tanto de su vida como de su trayectoria artística. Los datos provienen, en su mayoría, de un documento firmado con el monasterio de Sobrado en 1257 y de cantigas de escarnio. Es la soldadera más popular del siglo XIII y de las pocas cuyo nombre ha trascendido.   
Es hija de Pedro Eanes de Guimaráns y Azenda Peláez y probablemente naciera en Armea (Coirós, provincia de La Coruña), donde tenía casa y heredó propiedades que posteriormente vendió al monasterio de Sobrado a cambio de unas rentas, protección y ser enterrada en el monasterio.
Inició su carrera como cortesana en tiempos de Fernando III, alcanzando su mayor fama en la corte de Alfonso X, según Ramón Menéndez Pidal, entre 1257 y 1267. Muestra de la notoriedad que alcanzó son las cantigas de escarnio compuestas a su persona por, al menos, diez trovadores, entre ellos Alfonso X.
Fue cruzada, según el documento firmado con el monasterio de Sobrado y cantigas de escarnio de Pedro Amigo y Pero da Ponte, aunque no queda claro que llegase a viajar a Jerusalén. Diversas cantigas también la sitúan en las fronteras entre el reino de Castilla y el de Granada.
Los últimos años de su vida los pudo pasar en su Armea natal, o en Salamanca, tal y como sostiene Ramón Menéndez Pidal, en unas casas propiedad de Pedro Amigo, las cuales donó al cabildo de la iglesia salmantina con la única condición de que María Pérez siguiera viviendo en ellas de por vida sin pagar por ello más de 25 maraveríes. 
Al igual que sucede con el resto de soldaderas, trovadoras y juglaresas, no han llegado testimonios de sus dotes artísticas, ni en el baile, el canto o la música. Sin embargo, son muestra de su valía la fama alcanzada en la corte y las múltiples cantigas de escarnio a su persona, en la que ninguna hace burla de sus cualidades artísticas.